# الرسالة المستطرفة
الرسالة المستطرفة لبيان مشهور كتب السنة المصنفة لأبي عبد الله محمد بن جعفر بن إدريس بن الطائع الكتاني الحسني الإدريسي الفاسي
جمع المصنف في هذا الكتاب كتب السنة المشهورة، ونسبها إلى مؤلفيها وذكر سنوات وفاتهم، فابتدأ بأوائل من صنفوا في الأوطار، ثم أطال في الكلام على كتب الحديث وفنونه من صحاح، وسنن، ومسلسلات، ومراسيل، كما جمع فيه المؤلف أسماء أشهر ما ألِّف في علوم السنة من صحاح الكتب ومسانيد الحديث وأجزاء وأمالي حديثية, ومؤلفات علوم الحديث على اختلاف أنواعها، وتعدد فنونها, وربما لم يشذ عن كتابه هذا الذي استوعب جل ما يتعلق بهذا الفن الشريف إلا أشياء قليلة، ويعتبر هذا الكتاب فهرسًا جامعًا لدواوين السنة المشرفة، والمرجع الواسع لأسماء كتبها.

## المؤلف
محمد بن جعفر بن إدريس الكتاني الحسني الفاسي، أبو عبد الله مؤرخ محدث، مكثر من التصنيف. ولد بفاس سنة (1274 هـ) ورحل إلى الحجاز مرتين، وهاجر بأهله إلى المدينة سنة 1332 هـ، فأقام إلى سنة (1338 هـ) وانتقل إلى دمشق فسكنها إلى سنة (1345 هـ) وعاد إلى المغرب، فتوفي في بلده (فاس) سنة (1345 هـ).

## تعليقات على الكتاب
- تعليقات وتعقيبات على«الرسالة المستطرفة لبيان مشهور كتب السنة المشرفة» 
للشيخ العلامة أبي أويس محمد بوخبزة المغربي
- التعليقات المستظرفة على الرسالة المستطرفة 
لأبي يعلى البيضاوي المغربي

## عرض الكتاب
أَصْلُ هَذَا الْـكِتَابِ هُوَ كِتَابٌ لِلْمُؤَلِّفِ نَفْسِهِ رِسَالَةٌ أَصْغَرُ مِنْ هَذِهِ اسْمُهَا: «مَا لَا يَسَعُ الْـمُحَدِّثَ جَهْلُهُ».
وَأَلَّفَ مُؤَلَّفَاتٍ كَثِيرَةً تَزِيدُ عَلَى سِتِّينَ مُؤَلَّفًا فِي فُنُونٍ مُخْتَلِفَةٍ مِنْ ضِمْنِهَا هَذِهِ الرِّسَالَةُ الَّتِي عُنْوَانُهَا: «مَا لَا يَسَعُ الْـمُحَدِّثَ جَهْلُهُ».
وَقَدْ وَقَعَتْ هَذِهِ الرِّسَالَةُ فِي يَدِ أَحَدِ تَلَامِيذِهِ يُقَالُ لَهُ: محمد الـخضر الجكني الشنقيطي مِنْ أَهْلِ شِنْقِيطَ فَقَالَ لَهُ أُرِيدُ أَنْ تُفَصِّلَ فِي هَذِهِ الرِّسَالَةِ وَتَكْتُبَ لَنَا أَهَمَّ كُتُبِ الْـحَدِيثِ وَتُتَرْجِمَ لِمُؤَلِّفِيهَا بِاخْتِصَارٍ فِي رِسَالَةٍ طَوِيلَةٍ حَتَّى أَقُومَ بِنَقْلِهَا وَنَشْرِهَا وَالْإِفَادَةِ مِنْهَا. فَاتَّجَهَ وَأَلَّفَ هَذِهِ الرِّسَالَةَ: «الرِّسَالَةُ الْـمُسْتَطْرَفَةُ».
وَانْتَهَى مِنْ تَأْلِيفِهَا سَنَةَ 1328 وَطُبِعَتْ سَنَةَ 1332
جَمَعَ فِيهَا قُرَابَةَ 1400 كِتَابٍ مِنْ مَشَاهِيرِ كُتُبِ السُّنَّةِ الْـمُشَرَّفَةِ، وَقَسَّمَ هَذَا الْـكِتَابَ أَقْسَامًا فَكُلُّ نَوْعٍ مِنَ الْـمُصَنَّفَاتِ يَذْكُرُ كُتُبَهُ وَالْـمُؤَلَّفَاتِ فِيهِ مُتَوَالِيَةً فَيَقُولُ مَثَلًا: الصِّحَاحُ وَيَذْكُرُهَا، وَالْـمَسَانِيدُ وَيَذْكُرُهَا، وَالسُّنَنُ وَيَذْكُرُهَا.
وَلَيْسَ هَذَا فَقَطْ بَلْ وَيُعَرِّفُ بِأَهَمِّ الْـكُتُبِ بِاخْتِصَارٍ، وَرُبَّمَا تَرْجَمَ بِاخْتِصَارٍ لِمُؤَلِّفِيهَا، فَلَيْسَ الْأَمْرُ مُقْتَصِرًا عَلَى مَعْرِفَةِ الْـكِتَابِ بَلْ يَتَعَدَّاهُ إِلَى مَعْرِفَةِ مَضْمُونِهِ وَأَحْيَانًا عَنْ مَنْهَجِهِ بِاخْتِصَارٍ وَلَيْسَ هَذَا فَحَسْبُ بَلْ يُعَرِّفُ بِمُؤَلِّفِهِ فَيَسُوقُ نَسَبَهُ وَنِسْبَتَهُ وَتَارِيخَ وَفَاتِهِ وَرُبَّمَا ذَكَرَ بَعْضَ مَنَاقِبِهِ وَفَضَائِلِهِ.
وَقَدْ ضَمَّ إِلَى الْـكُتُبِ الَّتِي عُنِيَتْ بِجَمْعِ الْـحَدِيثِ الْـكُتُبَ الَّتِي لَهَا عَلَاقَةٌ بِالْـحَدِيثِ كَكُتُبِ الرِّجَالِ وَعُلُومِ الْـحَدِيثِ وَالْـجَرْحِ وَالتَّعْدِيلِ.
الْـمُؤَلِّفَ عِنْدَهُ نَزْعَةٌ صُوفِيَّةٌ، فَعِنْدَمَا كَانَ يَتَكَلَّمُ فِي تَرْجَمَةِ أَحَدِ الْأَئِمَّةِ قَالَ: كَانَ أَحَدُ الْأَوْتَادِ وَالْأَقْطَابِ. وَهَذِهِ مِنْ مُصْطَلَحَاتِ الصُّوفِيَّةِ.
كما أن َوَاحِدٌ مِنْ كُتُبِهِ كَانَ فِي حَالِ خَاصَّةِ الْـخَاصَّةِ وَمَعْرُوفٌ أَنَّ هَذَا مِنَ الْـمَزَالِقِ الْـكَبِيرَةِ لِلصُّوفِيَّةِ.
الشَّاهِدُ أَنَّ الْـمَرْءَ عِنْدَمَا يَقْرَأُ فِي الْـكِتَابِ قَدْ يَجِدُ مِثْلَ هَذِهِ الْـهَفَوَاتِ وَإِنْ كَانَتْ قَلِيلَةً.

## كتب سبقته في نفس بابه
سَبَقَهُ فِي ذَلِكَ كُتُبٌ عَامَّةٌ، وَكُتُبُ السُّنَّةِ خُصُوصًا، وَمِنْ هَذِهِ الْـكُتُبِ الَّتِي اعْتَنَتْ بِكُتُبِ السُّنَّةِ: كِتَابُ الْـفِهْرِسْتِ لِابْنِ النَّدِيمِ، وَفَهْرَسَةُ بارواه عَنْ شُيُوخِهِ، وَكِتَابٌ لِلْحَافِظِ ابْنِ حَجَرٍ اسْمُهُ «الْـمَجْمَعُ الْـمُؤَسِّسُ بِالْـمُعْجَمِ الْـمُفَهْرَسِ» ذَكَرَ فِيهِ كُتُبَهُ الَّتِي أَخَذَهَا عَنْ شُيُوخِهِ.
أَمَّا الْـكُتُبُ الْـعَامَّةُ الَّتِي اعْتَنَتْ بِكُتُبِ الْـحَدِيثِ وَغَيْرِهَا: فَعِنْدَنَا كِتَابُ «كَشْفُ الظُّنُونِ» وَهُوَ كِتَابٌ مَشْهُورٌ وَلَهُ ذُيُولٌ مِنْهَا: «هَدِيَّةُ الْـعَارِفِينَ»، وَ«إِيضَاحُ الْـمَكْنُونِ».
وَمِنَ الْـكُتُبِ الَّتِي اعْتَنَتْ بِالتَّعْرِيفِ بِالْـمُؤَلَّفَاتِ: كِتَابُ «مِفْتَاحُ السَّعَادَةِ» وَهُوَ غَيْرُ «مِفْتَاحُ دَارِ السَّعَادَةِ» لِابْنِ الْـقَيِّمِ.
فَلَيْسَ الْـكِتَابُ الَّذِي مَعَنَا هُوَ الْـوَحِيدُ، لَكِنَّهُ تَمَيَّزَ بِأَنَّهُ جَمَعَ أَشْهَرَ كُتُبِ السُّنَّةِ.

## وصلات خارجية
- حمل الكتاب مجانا